# Nobelhallen
Nobelhallen är en ishall i Karlskoga. Nobelhallen rymmer 5 000 åskådare varav 1 100 sittande och 3 900 stående. Arenan är hemmaarena för ishockeylagen BIK Karlskoga och Karlskoga IK.

## Historik
Första ishockeymatchen i hallen, som ersatte Boforsrinken, spelades den 15 oktober 1972, en träningsmatch där KB Karlskoga förlorade med 5–9 mot Djurgården IF. I den matchen gjordes också det första målet i hallens historia av KB-spelaren Stefan Canderyd.
I Nobelhallen har bland annat spelats elitseriematcher, landskamper och träningsmatcher mot både svenska som utländska ishockeylag. Nobelhallen har även röstats fram av ishockeyspelare till en av Sveriges 10 finaste ishallar ett flertal gånger.
Numera är Nobelhallen hemmaarena för BIK Karlskogas och Karlskoga IK:s ishockeylag. Arenan utnyttjas av två seniorlag, tre juniorlag och cirka 275 ungdomar i åldern 8-15 år. Därtill utnyttjas arenan av allmänheten samt RIK och Friluftsfrämjandet. Nobelhallen används även för olika slags arrangemang, till exempel dansgalor, konserter, mässor med mera.
Det var i Nobelhallen som Färjestad den 23 mars 1986 blev svenska mästare genom att segra över Södertälje SK med 3-2 i finalseriens femte och avgörande match.
Nobelhallen har också använts som konsertarena för spelningar med bland andra Scorpions, Kent, Roxette, David Lee Roth och Status Quo.

## Ombyggnation
År 2013 påbörjade Karlskoga kommun en omfattande upprustning av Nobelhallen. Kostnaden för upprustningen beräknades till 12 miljoner kronor, vilket kan jämföras med kostnaden för att bygga arenan år 1971–1972 som då uppgick till 15 miljoner kronor. Till upprustningen hör en modernisering och en utökning av antalet omklädningsrum samt en ny restaurangdel. I samband med upprustningen minskade antalet sittplatser, men kommunstyrelsens ordförande Sven-Olov Axelsson uppger att frågan ställts om fler sittplatser önskas och att svaret har varit nej. Enligt Axelsson föredrar ishockeypubliken i Karlskoga att stå upp.
2020 redovisades ett förslag om att rusta upp Nobelhallen och ta bort ett visst antal sittplatser, samtidigt som Nobelhallen görs om till en evenemangsarena. Ombyggnationen planeras från en början till sommaren 2021.
I slutet av maj 2023 offentliggjorde kommunen att avtal hade tecknats med NCC gällande renovering av Nobelhallen och byggnation av nytt badhus i Karlskoga. Avtal för första fasen tecknades för tre delar; renovering av Nobelhallen, byggnation av nytt badhus och parkeringslösning på området. Det inledande arbetet satte man i gång direkt, där den första fasen innebär planering och projektering tillsammans med NCC för att ta fram alla underlag för projekten. Kommunen påpekade att arenan kommer att uppfylla SHL-standard för att ge klubben möjlighet att växa. renoveringen innebär energieffektiviseringar som minskar driftskostnaderna för Karlskoga kommun. Den 28 juni 2023 kom ytterligare en uppdatering från Karlskoga kommun om att projektet är i fas 1. I fas 1 genomförs planering för att tydliggöra när alla delar i projekten ska vara på plats och konsulter handlas upp inom olika specifika områden, så som arkitekt, konstruktör, akustik och brand. 
I september 2023 rapporterades det att budgeten på 508 miljoner kronor inte räcker utan det behövs ytterligare 192 miljoner kronor för att färdigställa bygget.  Renoveringen planeras vara klar 2025.